# Ștanivka, Bilopillea
Ștanivka (în ucraineană Штанівка) este un sat în comuna Voronivka din raionul Bilopillea, regiunea Sumî, Ucraina.

## Demografie
Componența lingvistică a localității Ștanivka
     Ucraineană (92,5%)
     Rusă (7,5%)
Conform recensământului din 2001, majoritatea populației localității Ștanivka era vorbitoare de ucraineană (92,5%), existând în minoritate și vorbitori de rusă (7,5%).